# Jacob Wilhelm de Neufville-Humser
Jacob Wilhelm de Neufville-Humser (* 16. Juni 1794 in Frankfurt am Main; † 2. März 1859 ebenda) war ein deutscher Kaufmann und Abgeordneter.

## Leben
De Neufville-Humser lebte als Kaufmann in Frankfurt am Main. Er war Teilhaber der Firma D & J de Neufville. Die Firma im Kleinen Hirschgraben betrieb das Wechsel-, Kommissions- und Speditionsgeschäft. Von 1826 bis 1833 war er Mitglied der Frankfurter Handelskammer. Er heiratete Sara Humser (1796–1847) und nannte sich dann Neufville-Humser um Verwechselungen mit seinen Namensvettern zu vermeiden. Aus der Ehe ging der gemeinsame Sohn Gustav von Neufville (1820–1886) hervor, der Bankier, Handelskammerpräsident und Abgeordneter wurde.
Von 1837 bis 1843 und 1848 war er auch Mitglied im Gesetzgebenden Körper der Freien Stadt Frankfurt.